# Хосе Рестрепо
Хосе Мануель Рестрепо Гонсалес (ісп. José Manuel Restrepo González; нар. 25 серпня 1974) — колумбійський борець вільного стилю, срібний призер Панамериканського чемпіонату, бронзовий призер Південноамериканських ігор, чемпіон Тихоокеанських ігор, учасник Олімпійських ігор.

## Життєпис
Боротьбою почав займатися з 1987 року. 
Виступав за борцівський клуб «Valle Columbia». Тренер — Хесус Гуероа Октавіо.
Після завершення спортивної кар'єри перейшов на тренерську роботу. Тренував, зокрема, чемпіонку Південної Америки, Центральноамериканського і Карибського чемпіонату, Південноамериканських, Центральноамериканських і Карибських та Боліваріанських ігор, учасницю двох Олімпійських ігор Кароліну Кастільйо.

## Спортивні результати на міжнародних змаганнях

### Виступи на Олімпіадах
| Змагання                    | Збірна   | Вагова категорія          | Місце |
| --------------------------- | -------- | ------------------------- | ----- |
| Літні Олімпійські ігри 1996 | Колумбія | вільна боротьба, до 48 кг | 15    |

### Виступи на Чемпіонатах світу
| Змагання                        | Збірна   | Вагова категорія          | Місце |
| ------------------------------- | -------- | ------------------------- | ----- |
| Чемпіонат світу з боротьби 1995 | Колумбія | вільна боротьба, до 48 кг | 15    |
| Чемпіонат світу з боротьби 1995 | Колумбія | вільна боротьба, до 48 кг | 15    |
| Чемпіонат світу з боротьби 1997 | Колумбія | вільна боротьба, до 54 кг | 26    |

### Виступи на Панамериканських чемпіонатах
| Змагання                                   | Збірна   | Вагова категорія          | Місце  |
| ------------------------------------------ | -------- | ------------------------- | ------ |
| Панамериканський чемпіонат з боротьби 1994 | Колумбія | вільна боротьба, до 48 кг | Срібло |
| Панамериканський чемпіонат з боротьби 1997 | Колумбія | вільна боротьба, до 54 кг | 6      |
| Панамериканський чемпіонат з боротьби 1998 | Колумбія | вільна боротьба, до 54 кг | 9      |

### Виступи на Панамериканських іграх
| Змагання                  | Збірна   | Вагова категорія          | Місце |
| ------------------------- | -------- | ------------------------- | ----- |
| Панамериканські ігри 1995 | Колумбія | вільна боротьба, до 48 кг | 4     |

### Виступи на Південноамериканських іграх
| Змагання                       | Збірна   | Вагова категорія          | Місце  |
| ------------------------------ | -------- | ------------------------- | ------ |
| Південноамериканські ігри 1994 | Колумбія | вільна боротьба, до 48 кг | Бронза |

### Виступи на Тихоокеанських іграх
| Змагання                | Збірна   | Вагова категорія          | Місце  |
| ----------------------- | -------- | ------------------------- | ------ |
| Тихоокеанські ігри 1995 | Колумбія | вільна боротьба, до 48 кг | Золото |

### Виступи на інших змаганнях
| Змагання                                                             | Збірна   | Вагова категорія          | Місце  |
| -------------------------------------------------------------------- | -------- | ------------------------- | ------ |
| Панамериканський Олімпійський кваліфікаційний турнір з боротьби 1996 | Колумбія | вільна боротьба, до 48 кг | Бронза |